# Louisburg (Kansas)
Louisburg is een plaats (city) in de Amerikaanse staat Kansas, en valt bestuurlijk gezien onder Miami County.

## Demografie
Bij de volkstelling in 2000 werd het aantal inwoners vastgesteld op 2576.
In 2006 is het aantal inwoners door het United States Census Bureau geschat op 3598, een stijging van 1022 (39.7%).

## Geografie
Volgens het United States Census Bureau beslaat de plaats een oppervlakte van
8,8 km², waarvan 8,6 km² land en 0,2 km² water.

## Plaatsen in de nabije omgeving
De onderstaande figuur toont nabijgelegen plaatsen in een straal van 20 km rond Louisburg.